# Merche Esmeralda
Merche Esmeralda, eigentlich Mercedes Rodríguez Gamero (* 1947 oder 1950 in Sevilla), ist eine spanische Flamenco-Tänzerin und -Choreografin.

## Kindheit und Jugend
Als zunächst einziges Kind ihrer Eltern begeisterte sie sich schon in früher Kindheit für den Tanz. In Andalusien sei das völlig normal, meinte sie selbst. In ihrem Haus seien alle tanzbegeistert gewesen, obwohl dort niemand auf professionellem Niveau getanzt habe. Um 1959 trat sie in die Akademie von Adelita Domingo ein. Bereits nach 15 Tagen hatte sie gelernt, zur Klavierbegleitung von Adelita die Soleá zu tanzen, die unter dem Namen La Alcalareña bekannt ist. Danach besuchte sie die Schule von Enrique el Cojo und die von Matilde Coral. Als ihre Familie kein Geld mehr für die Ausbildung aufbringen konnte, lernte sie durch Beobachtung und Nachahmung berühmter Künstler wie El Farruco.
Schließlich war sie so weit, dass sie nach Madrid umziehen konnte und dort etwas Geld verdiente, sodass sie ihre weitere Ausbildung finanzieren und sogar ihre Familie unterstützen konnte. 1963 debütierte sie im Teatro San Fernando in einigen Matineen, die sich Galas Juveniles nannten. Unmittelbar danach begann sie, in den bedeutendsten Tablaos jener Zeit zu tanzen: In Sevilla im Cortijo el Guajiro, in Madrid im El Duende, dem Tablao von Pastora Imperio und im Las Brujas, wo sie auch später, bis in die 1970er Jahre hinein, immer wieder auftrat. Ferner tanzte sie in Los Castaneros, im Café de Chinitas und in der Venta del Gato, bevor sie, in ihre Heimatstadt Sevilla zurückgekehrt, dort im Los Gallos tanzte.

## Frühe Erfolge und internationale Auftritte
1966 trat Merche Esmeralda beim Festival von Mairena del Alcor auf. Antonio Mairena sah sie tanzen und trat ihr als Sänger zur Seite. Der gemeinsame Auftritt öffnete ihr den Zugang zu den bedeutenden Festivals jener Zeit: Zum Festival del Cante de las Minas in La Unión, zum Gazpacho de Morón, zur Caracolá de Lebrija und zum Festival de la Bulería in Jerez de la Frontera. Zwei Jahre später trat sie beim Concurso Nacional de Arte Flamenco in Córdoba an und gewann den Preis La Argentinita. Sie teilte ihn mit Matilde Coral, ihrer ehemaligen Lehrerin. Mit ihr öffneten sich für Merche Esmeralda die spanischen Fernsehstudios, mit ihr hatte sie ihren ersten Auftritt im Ausland. 1969 nahm sie an der letzten Aufführung teil, die im Teatro San Fernando in Sevilla vor dessen Schließung stattfand. Sie überraschte das Publikum mit ihrer anspruchsvollen Interpretation von Tarantos.
Gleichwohl strebte sie nach weiterer Perfektion. 1970 studierte sie spanischen Tanz bei Mariemma, Victoria Eugenia und Raquel Lucas, ferner klassisches Ballett bei José Granero und Karen Taft sowie regionale Tänze bei Pedro Azorín.
1972 errang sie den Premio Nacional de Baile der Cátedra de Flamencología de Jerez. 1973 wurde sie zur Professorin für Tanz ernannt. 1977 wurde sie mit dem Preis als beste ausländische Tänzerin der italienischen Stadt Cremona geehrt. 1978 trat sie in der Fernsehsendung Horas doradas in doppelter Funktion als Tänzerin und als Moderatorin auf. 1979 schließlich gründete sie ihre erste eigene Kompanie, für die sie keine geringeren als Manolete, El Güito und Ricardo el Veneno als Tänzer gewinnen konnte. Mit ihrem Ensemble bereiste sie eine Reihe europäischer Länder.

## 1980–1999
1980 engagierte Antonio Ruiz Soler sie als Primaballerina für das Ballet Nacional. Sie tanzte dort bis 1982 und wechselte dann zum Ballet Español de Madrid. Ihre bedeutendsten Auftritte in jenen Jahren hatte sie in El amor brujo von Manuel de Falla und in zahlreichen Flamencos. 1984 wurde sie von der Fernsehgesellschaft Televisión Española als Tänzerin und Choreografin für die Serie Proceso a Mariana Pineda engagiert. 1986 kehrte sie als eingeladene Künstlerin zum Ballet Nacional zurück und blieb dort bis 1989. Herausragende Auftritte in jenen Jahren waren ihre Interpretation der Soleá 1986 und ihre Darbietung in der Neuinszenierung von Medea von José Granero und Manolo Sanlúcar, im Boléro von Maurice Ravel, im Sombrero de tres picos sowie in Los Tarantos und Don Juan von José Antonio. In letzterem Stück verkörperte sie die Rolle des Todes. Mit dem Ballet Nacional reiste sie nach Moskau, Sankt Petersburg, Israel, Australien, Deutschland und Italien, New York und Washington.
1989 erteilte ihr die Regierung der Autonomen Region Murcia den Auftrag, ein staatliches Ballett zu gründen: das Ballet Región de Murcia. Im September, wenige Monate nach der Gründung, fand die erste Vorstellung statt. Im Teatro Romeo de Murcia verkörperte sie selbst die Titelrolle in Medea. Im weiteren Programm interpretierte das Ensemble Triana von Isaac Albéniz sowie Sinfonía Española von Édouard Lalo zu Choreografien von José Granero. Das Publikum feierte die Vorstellung mit jubelndem Beifall. 1991 inszenierte sie El cielo protector nach der Novelle von Paul Bowles. An der Seite von Joaquín Cortés und Antonio Márquez tanzte sie eine der Hauptrollen. Aufgrund von Konflikten mit Mitgliedern der Regionalverwaltung trat sie 1992 von ihrem Direktorenposten zurück. Mit ihrem Austritt hörte auch das Ballet Región de Murcia auf, zu existieren.
Im selben Jahr trat sie in Carlos Sauras Film Sevillanas auf. 1993 tanzte sie als Gaststar an der Seite von Joaquin Grilo in der Show Cibayí von Joaquín Cortés.
1995 war ein besonders ereignisreiches Jahr für Merche Esmeralda. Sie bereiste Spanien in der Rolle der Göttin in Antonio Canales’ Show Venus y Narciso. In A cuerda de tacón arbeitete sie ebenfalls mit Antonio Canales zusammen. Im Film Flamenco von Carlos Saura tanzte sie eine herausragende Interpretation der Guajira. Einen weiteren Filmauftritt hatte sie Chus Gutiérrez’ Werk Alma Gitana. Sie gründete eine Tanzschule in Madrid. Das Jahr beschloss sie mit einem Auftritt im Teatro de la Zarzuela vor dem spanischen Königspaar.
1996 gründete sie erneut ihre eigene Kompanie. Mit ihr führte sie Mujeres im Teatro Principal in Vitoria auf. Neben ihr traten Sara Baras und Eva Yerbabuena als Stars des Abends auf; in Soli, Duos und gemeinsam zu Dritt. Die drei Tänzerinnen verkörpern jede für sich einen eigenen Tanzstil, mit dem sie sich von den beiden anderen deutlich unterscheidet. Neben dieser spannungsvollen Auseinandersetzung war auch die Instrumentalbegleitung ein gewagter Bruch mit der Tradition: Neben der klassischen Begleitung mit Gitarre und Händeklatschen erklangen Schlagzeug, Violine und Kontrabass.
1997 wurde sie in der Vorstand der Asociación de Escuelas de Danza gewählt. Gemeinsam mit Mario Maya, Antonio Canales und Manuela Carrasco trat sie in der Gala de Danza Flamenca in Sevilla auf. Ihr wichtigster Auftritt in jenem Jahr war aber zweifellos im Gran Teatro von Córdoba im Schauspiel Todas las primaveras. Dessen Regisseur Ángel Fernández Montesinos nannte es eine Symphonie aus Sprache, Musik und Tanz. Im ersten Auftritt, Encuentro, erscheint die Liebe; im zweiten, La plenitud, erreicht sie ihre Erfüllung. Im dritten Aufzug, El Sur, werden die Worte zu Musik, es ertönen Melodien der Alhambra und des Albaicín. Der letzte Teil des Stücks widmet sich der Einsamkeit. Merche Esmeralda verkörperte die Liebe. Als solche bewog sie den Mann, dargestellt von Carlos Ballesteros, Gedichte vorzutragen.
Ein Jahr später interpretierte sie die Rolle des Mondes in Francisco Suárez’ Version von Bodas de sangre im Herbstfestival von Getafe. Für diese Leistung wurde sie für den Premio MAX der Sociedad General de Autores y Editores nominiert. 1999 wagte sie eine der bemerkenswertesten Neuerungen in der jüngeren Geschichte des Flamenco: In der Show Ciclos beim Tanzfestival von Valladolid tanzte sie zum Gesang von Freddie Mercury. Insgesamt verband sie bei dieser Show den klassischen Flamenco mit zeitgenössischen Elementen, ohne das Ansehen der klassischen Palos zu verraten. Der Kritiker Juan de la Plata hob unter anderem ihre meisterhafte Interpretation der Seguiriya, ihre stilvolle Soleá und ihre in bester Tradition getanzten Tangos hervor. Ein Jahr später, 1999, trat sie bei der Biennale von Sevilla in einer Hommage an ihre ehemalige Lehrerin Matilde Coral auf. Sie tanzte dort eine Granaína und eine Levantica, zwei Tänze, die bislang noch keine Aufnahme in den Standardkanon des Flamenco gefunden hatten. Das Stück, Tormento de arena, richtete sich gegen Gewalt und Terror und widmete sich den Opfern.

## 2000–2015
Im Jahr 2000 tanzte sie bei der Gala Día internacional de la Danza in Madrid und 2001 erneut in Madrid bei der Gala de la Danza Española y el Flamenco. 2002 trat sie in der Rolle der Zauberin in Juan Carlos Santamarías Fassung von El amor brujo in Madrid auf. 2002 tanzte sie als Stargast in Juan Carlos Santamarías Kompanie in deren Aufführung Embrujo. Beim Festival Internacional del Castillo in Aínsa tanzte sie in der Show Nacida en el sur.
2006 wurde sie mit dem Preis Compás del Cante  ausgezeichnet, und 2008 ehrte man sie mit dem Preis Calle de Alcalá. Gemeinsam mit Belén Maya und der jugendlichen Rocío Molino tanzte sie 2008 in Mujeres.
2010 verkündete sie ihren Rückzug von der Bühne. Mit einer Neuaufführung der Medea, die sie 1986 mit dem Ballet Nacional getanzt hatte, gab sie ihre Abschiedsvorstellung. Ihre Lehrtätigkeit setzte sie weiter fort. Der Poesie des Stückes Última parada mit Versen von Miguel Hernández konnte sie jedoch nicht widerstehen, und so stand sie 2014 bei der Biennale von Sevilla und später in Madrid erneut auf der Bühne. Sie verkörperte in dem Stück eine junge Frau, Opfer des spanischen Bürgerkrieges, die ihre ganze Jugend im Gefängnis verbracht hatte. In ihrer letzten Nacht träumt sie davon, wie ihr Leben wohl ohne den Krieg verlaufen wäre. Auch 2015 trat sie in Última parada in Madrid auf.

## Lehrtätigkeit
Seit 1997 lehrte Merche Esmeralda in zahlreichen Kursen und Meisterklassen. Sie unterrichtete in Barcelona, Madrid, Santander, Sevilla, Jerez de la Frontera, an der Universität von Alcalá de Henares, aber auch im Ausland, insbesondere in Deutschland und Japan. 1999 präsentierte sie ihre selbst entwickelte Lehrmethode für Flamenco. Diese wurde von der Universität Alfonso X el Sabio in Madrid übernommen. 2006 wurde sie als Professorin an das Conservatorio Superior de Danza in Madrid berufen.

## Rezeption
Merche Esmeralda genießt die einhellige Wertschätzung der Fachkritik. Ángel Álvarez Caballero nannte ihren Tanz luminoso, und Juan de la Plate schrieb, sie sei „die Gegenwart und Zukunft des Tanzes“. José Luis Navarro García schrieb:

«Es el suyo un baile femenino, delicado, elegante, estilizado, imaginativo, intuitivo, innovador, reposado, majestuoso y señorial.»

„Ihr zu eigen ist ein femininer, feinsinniger, eleganter, stilvoller, einfallsreicher, intuitiver, innovativer, ruhiger, majestätischer und ausgereifter Tanz.“

Ferner lobte er ihre Fußtechnik, die kunstvoll mit den Gitarren in Dialog trete und den Übergängen in einem Tanz eigene Bedeutung verleihe. José Luis Ortiz Nuevo hob ihre kunstvolle Führung der Arme und Hände hervor:

«De todas las bailaoras que conocemos, ninguna como ella es capaz de mover los brazos con tan variada perfección honda. Inimaginables y preciosas son las formas que esta mujer puede conseguir cuando, despiertos sus brazos, las manos se disponen a emborracharse de bellezza.»

„Von allen Tänzerinnen, die wir kennen, ist keine so wie sie imstande, die Arme in solch abwechslungsreicher, tiefer Vollkommenheit zu bewegen. Unvorstellbar und kostbar sind die Formen, die diese Frau zustande bringt, wenn sie ihre Arme regt und ihre Hände den Rausch der Schönheit suchen.“

Merche Esmeralda beherrsche alle Stilarten des Flamenco, schrieb José Luis Navarro García. In der Soleá finde sie am stärksten zu sich selbst als Person, und auch die Seguiriya beherrsche sie besonders meisterhaft.